# RX Andromedae
Désignations
RX Andromedae est une étoile variable de la constellation d'Andromède. Bien qu'elle soit classée comme une nova naine, elle a montré des périodes de faible luminosité typiques des étoiles du type VY Sculptoris. Cependant, la plupart du temps, elle varie d'une magnitude apparente de 10,2 à 15,1, avec une période de 13 jours.

## Système
C'est un système d'étoiles variables cataclysmiques, dans lequel une naine blanche d'une masse de 0,8 M☉ et une étoile de la séquence principale de type spectral M2 orbitent autour de leur centre de masse. L'étoile de la séquence principale remplit trop son lobe de Roche, de sorte que la naine blanche enlève la matière de l'autre composant et l'accumule à travers un disque d'accrétion.

## Variabilité
Comme une nova naine, RX Andromedae présente des périodes de luminosité à peu près constante et d'autres où sa luminosité oscille entre une magnitude de 10,2 à son maximum et une de 15,1 à son minimum. Cependant, entre 1996 et 1997, il est resté bloqué à sa luminosité minimale comme des étoiles variables de type VY Sculptoris, avant de retrouver son comportement habituel. Cela place RX Andromedae dans un état de « transition » entre ces deux types d'objets. La naine blanche et son disque d'accrétion semblent être entièrement responsables de cette variabilité, et elle est accentuée par les changements dans le taux d'accrétion de la naine blanche.

## Spectre
Elle a été largement étudiée en optique et en ultraviolet. C'est également l'un des rares systèmes de nova naine à avoir été détecté aux longueurs d'onde radio.